# Ptiloprora
Ptiloprora – rodzaj ptaków z rodziny miodojadów (Meliphagidae).

## Zasięg występowania
Rodzaj obejmuje gatunki występujące na Nowej Gwinei.

## Morfologia
Długość ciała 14–20 cm; masa ciała 12,5–37,5 g.

## Systematyka
Rodzaj zdefiniował w 1894 roku brytyjski zoolog Charles Walter De Vis w publikacji swojego autorstwa Annual Report on British New Guinea. Gatunkiem typowym jest paskowik rudogrzbiety (Ptiloprora guisei).

### Etymologia
Ptiloprora: gr. πτιλον ptilon „pióro”; πρωρα prōra „dziób statku”.

### Podział systematyczny
Do rodzaju należą następujące gatunki:
- Ptiloprora plumbea (Salvadori, 1894) – paskowik ołowiany
- Ptiloprora meekiana (Rothschild & E. Hartert, 1907) – paskowik żółtawy
- Ptiloprora erythropleura (Salvadori, 1876) – paskowik rdzawoboczny
- Ptiloprora perstriata (De Vis, 1898) – paskowik szarogłowy
- Ptiloprora mayri E. Hartert, 1930 – paskowik górski
- Ptiloprora guisei (De Vis, 1894) – paskowik rudogrzbiety